# Meester van de Baroncelliportretten

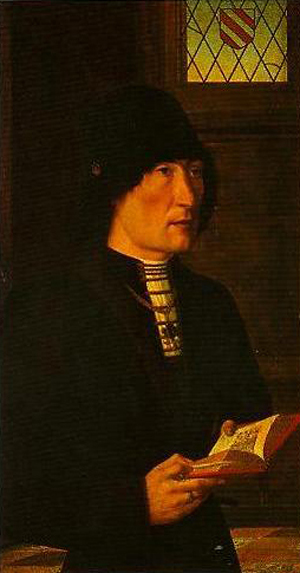
Pierantonio Bandini Baroncelli

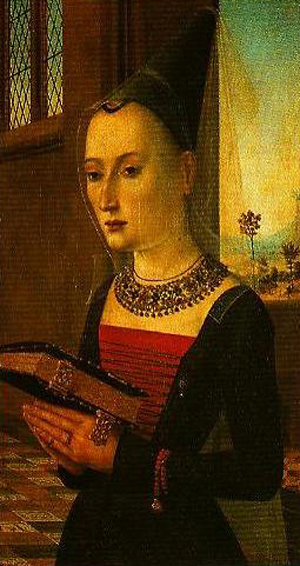
Maria Boncianide

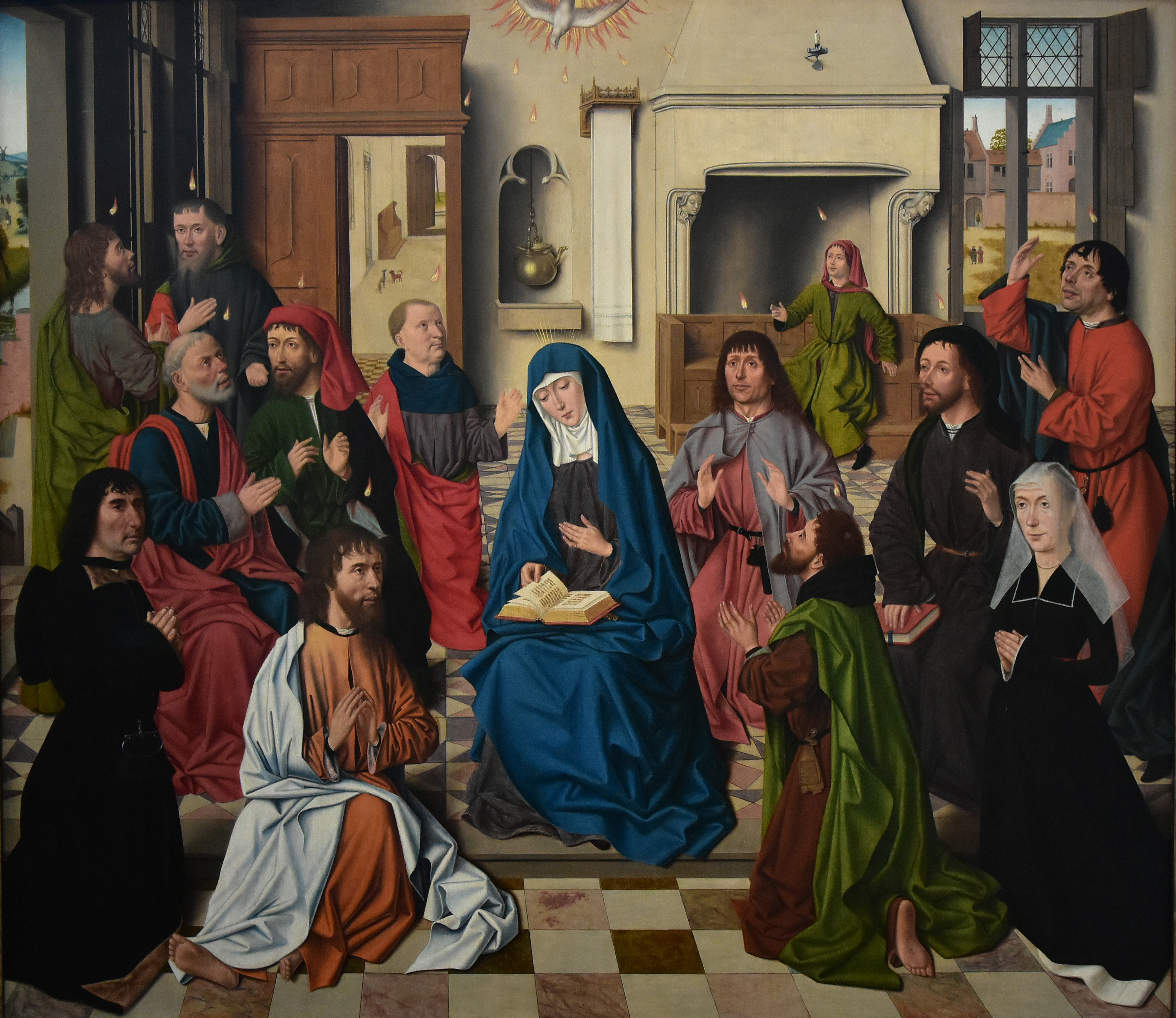
Pinksteren, Groeningemuseum, Brugge

De Meester van de Baroncelliportretten (actief 1480-1490) is de noodnaam gegeven een aan anoniem Vlaams meester, naar de portretten die hij schilderde van Pierantonio Bandini Baroncelli en diens echtgenote Maria Bonciani. De portretten worden nu bewaard in het Uffizi in Florence.
Volgens sommigen was Pierantonio Bandini Baroncelli de opvolger van Tomasso Portinari bij het filiaal van de Medici-bank in Brugge, anderen spreken dit met klem tegen en stellen dat hij de leiding had van de concurrerende bank Pazzi.  De geportretteerden traden in 1489 in het huwelijk en het lijkt logisch om de bestelling van de diptiek met hun portretten bij een Brugs kunstenaar te situeren. Ook de stijlgelijkenissen met Hans Memling en Petrus Christus wijzen in die richting. Volgens sommigen was deze meester misschien een leerling van Petrus Christus. Deze anonieme meester was actief in ongeveer dezelfde periode als de Meester van de Legende van de heilige Lucia en de Meester van de Ursulalegende. Hij maakte deel uit van de kunststroming die gekend is als de Vlaamse Primitieven. 

## Werken
Buiten de portretten van het Uffizi zijn er maar enkele andere werken op stijlkritische gronden aan deze meester toegeschreven, namelijk:
- Vrouwelijke heilige (Catharina van Bologna), schenker en twee dames, Courtauld Institute of Art, Londen[5]
- Pinkstergebeuren, privécollectie, verkocht bij Christie's op 7/12/2010 voor £ 4.185.520, langdurig uitgeleend aan het Groeningemuseum, Brugge.[6]
- Annunciatie, Koninklijk Museum voor Schone Kunsten, Antwerpen

- Gemeinsame Normdatei: 129657514
- RKD-Nederlands Instituut voor Kunstgeschiedenis: 53442
- Union List of Artist Names: 500017275
- Virtual International Authority File: 95787179
- WorldCat: E39PBJcWwfyjjRqxp3THJWxqwC